# Contea di Changting
La contea di Changting (长汀县S, ChángtīngP) è una contea della Cina, situata nella provincia del Fujian.